# Моравска Нова Вес
Моравска Нова Вес (чеш. Moravská Nová Ves) је насељено мјесто са административним статусом варошице (чеш. městys) у округу Брецлав, у Јужноморавском крају, Чешка Република.

## Становништво
Према подацима о броју становника из 2014. године насеље је имало 2.588 становника.